# Țara Hălmagiului
Țara Hălmagiului este una din regiunile intramontane ale sudului Munților Apuseni și una din zonele etnografice ale Romaniei. Este pozitionata in regiunea istorica a Crisanei. Din punct de vedere administrativ apartine de judetul Arad, mai exact in ,,coltul" nord-estic al judetului, la granita cu judetele Bihor, Alba si Hunedoara.
La 1444 Hălmagiul se enumera între cele 7 districte românești din comitatul Zarand.